# Танис, Джеймс
Джеймс Танис (род. 1965?) — политик Папуа-Новой Гвинеи, который был избран президентом автономного региона Бугенвиль в 2008 году после смерти Джозефа Кабуи при исполнении своих полномочий, исполняя полномочия президента остаток срока с 2009 по 2010 год. Ранее он был вице-президентом Бугенвильского народного конгресса.

## Ранний период жизни
Танис вырос в деревне Панам в Ламане, на границе южного и центрального Бугенвиля.
Движение за независимость Бугенвиля возникло в 1980-х годах, когда местные землевладельцы добились закрытия медного рудника Пангуна. В 1989 году лидеры Бугенвильской революционной армии (БРА) объявили Бугенвиль независимым от Папуа-Новой Гвинеи и создали временное правительство. В течение следующего десятилетия на острове шла гражданская война, поскольку БРА воевала с войсками Папуа-Новой Гвинеи. Танис — бывший партизан и командир БРА. Таниса описывали как «когда-то тесно связанного с покойным сепаратистским лидером Фрэнсисом Она». Позднее он стал «ключевым игроком при заключении мирного соглашения 2001 года» после гражданской войны на Бугенвиле. Тем не менее, Бугенвиль страдает от конфликтов и напряженности вследствие многих лет конфликта.

## Президентство
Предшественник Таниса, Джон Табинаман, стал исполняющим обязанности президента после того, как Джозеф Кабуи умер при исполнении своих обязанностей от сердечного приступа в июне 2008 года. Это привело к проведению специальных президентских выборов в ноябре и декабре 2008 года. Было 14 кандидатов; Танис был объявлен победителем с перевесом в 13 547 голосов над занявшим второе место Сэмом Акойтаи. На выборах наблюдалась плохая явка избирателей, чему, по сообщениям, способствовали вооружённые блокпосты на дорогах, продолжающиеся местные разногласия и жалобы многих бугенвильцев на то, что их имена не были включены в списки избирателей. Танис был приведен к присяге 6 января 2009 года.
Эксперты говорили, что избрание 43-летнего Таниса «представляет собой смену поколений» в политическом руководстве Бугенвиля.
Танис прошёл инаугурацию в качестве второго избранного президента Бугенвиля на красочной церемонии приведения к присяге 6 января 2009 года, когда бугенвильцы в традиционных одеяниях собрались со всех уголков острова, чтобы присутствовать на церемонии в Араве (Центральный Бугенвиль). Церемония заняла большую часть дня и включала музыку и танцы коренных народов. Перед инаугурацией Танис совершил проехал через около двадцати быстрых рек и ручьев, прежде чем благополучно прибыть в Араву на церемонию.
Танис отбыл промежуточный срок, завершив плановый срок Кабуи до президентских выборов 2010 года. Он говорил, что в центре его внимания будет укрепление единства после длительной гражданской войны. Танис сказал, что он «не надеется многого достичь» в течение своего 20-месячного срока полномочий, но обеспечит достижение мира путем примирения.
19 января 2009 года Танис назначил вице-президентом Иезекииля Массата. Он проиграл выборы Джону Момису в 2010 году.

## После окончания президентского срока
С 2014 года Танис является секретарем по вопросам мира в администрации Бугенвиля. В 2018 году он подал в отставку, но через два дня отказался от своей отставки, сказав, что урегулировал свои разногласия с президентом Джоном Момисом.
В конце 2018 года Танис был отстранен от должности по обвинению в злоупотреблении служебным положением.
В марте 2019 года Танис был уволен с должности после того, как независимая следственная комиссия признала его виновным в грубых нарушениях.
Несмотря на это, по словам СМИ, Танис заявил, что он уже назначен специальным посланником президента Джона Момиса по вопросам мира. И это несмотря на то, что Момис был председателем той же комиссии, которая уволила Таниса.
Танис остается противоречивой фигурой в политике Бугенвиля и, по имеющимся сведениям, ему советуют баллотироваться на должность президента в 2020 году, когда нынешний президент Джон Момис должен уйти в отставку.